# 할하부
할하(몽골어: Халх, ᠬᠠᠯᠬ᠎ᠠ, 영어: Khalkha)는 명나라 중엽 때 부르던 외몽골의 부명(部名)이다. 다얀 카안의 시대까지 할하부는 카안의 직할령지였다. 할하부는 동쪽의 내(內)할하, 서북부의 외(外)할하로 나뉘어져 있었다. 할하 부족은 외몽골(몽골 공화국)전역으로 발전하고 있었으나, 1688년 서방 중가르부(部)의 침입을 받았다.
할하 민족은 옛부터 몽골의 주요 민족이며, 인구가 가장 많았다. 현재 몽골국에 거주하는 대부분의 몽골인들이 할하(할흐) 부족이다(2010년 인구조사에서 몽골 인구의 82.4%). 몽골인은 할흐족, 차하르족으로 나뉘는데 할흐족은 독립을 유지한 적이 많기 때문에 내몽골의 차하르족을 열등시하는 경향이 있다.

## 다얀 칸 이후
바투몽케 다얀 카안은 영지를 분봉할 때 여섯째 아들 아르수볼라트에게 내(內) 할하의 6부를 분봉했고, 11남 게르센제 잘라이르에게는 북서쪽 외할하부의 13개 부족을 분봉했다. 이때부터 할하부는 몽골 제국 대칸의 직할영지에서 떨어져 독자세력을 형성했다. 보디 알락 카안부터는 차하르부가 직할령이 되었다.
보디 알락 카안 때부터 특히 외할하부는 아바타이 사인 칸 등이 스스로 칸을 자처하고 독자적인 세력을 형성했으며 17세기에 와서는 외할하부는 투시예트칸부, 세첸칸부, 알탄칸부, 자사그투칸부 등의 독자 세력을 형성해 대칸의 종주권을 거부했다. 이들은 차하르부의 에제이 칸이 만주족에게 투항한 뒤에도 반독립상태에 있었다. 1691년부터 중가르의 압박과 청나라 사이에서 시달리다가 1697년 강희제에게 투항하였다. 이후 형식적으로 청나라의 지배를 받아들였으나, 20세기까지 이들은 반 독립국가 상태에 있었다.

## 할하부의 역대 칸(可汗)
| 몽골 칸호(시호)                   | 이름                                          | 재위기간        |
| --------------------------------- | --------------------------------------------- | --------------- |
| 조리그투 칸 (卓里克圖汗)          | 보르지긴 이수데르 (孛兒只斤 也速迭兒)         | 1389년 ~ 1392년 |
| 엥크 칸 (恩克汗)                  | 보르지긴 엥크 (孛兒只斤 恩克)                 | 1392년 ~ 1394년 |
| 니구라스크치 칸 (尼古埒蘇克齊汗)  | 보르지긴 엘베크 (孛兒只斤 額勒伯克)           | 1394년 ~ 1399년 |
| 토요얀 칸 (脱古罕汗)              | 보르지긴 군테무르 (孛兒只斤 坤帖木兒)         | 1400년 ~ 1402년 |
| 울루그 테무르 칸 (兀雷帖木兒汗)   | 보르지긴 구리키 (孛兒只斤 鬼力赤)             | 1402년 ~ 1408년 |
| 울제이 테무르 칸 (完者帖木兒汗)   | 보르지긴 분야시리 (孛兒只斤 本雅失里)         | 1408년 ~ 1412년 |
| 델베그 칸 (答力巴汗)              | 보르지긴 델베그 (孛兒只斤 答力巴)             | 1415년          |
| 에세크 칸 (額色庫汗)              | 보르지긴 오이라다이 (孛兒只斤 斡亦剌歹)       | 1415년 ~ 1425년 |
| 아자이 칸 (阿岱汗)                | 보르지긴 아자이 (孛兒只斤 阿岱)               | 1425년 ~ 1438년 |
| 타이손 칸 (岱總汗)                | 보르지긴 토크토아부카 (孛兒只斤 脱脱不花)     | 1433년 ~ 1452년 |
| 오케크트 칸 (烏格克圖汗)          | 보르지긴 아크바르지 (孛兒只斤 阿噶多尔濟)     | 1451년 ~ 1453년 |
| 다이온타슨다이칸 (大元田盛大可汗) | 오이라트 에센 (衛拉特 也先)                   | 1453년 ~ 1454년 |
| 오헤크트 칸 (烏珂克圖汗)          | 보르지긴 마르코르기시 (孛兒只斤 馬兒古兒吉思) | 1454년 ~ 1455년 |
| 멀런 칸 (摩伦汗)                  | 보르지긴 토구스멩게 (孛兒只斤 脱古思猛可)     | 1456년 ~ 1466년 |
| 오케크트 칸 (烏格克圖汗)          | 보르지긴 만도르 (孛兒只斤 满都鲁)             | 1470년 ~ 1478년 |
| 다얀 칸 (達延汗)                  | 보르지긴 바트몬크 (孛兒只斤 巴圖蒙克)         | 1480년 ~ 1517년 |
| 바르스볼트 칸 (巴尔斯博罗特汗)    | 보르지긴 바르스볼트 (孛兒只斤 巴尔斯博罗特)   | 1519년 ~ 1531년 |
| 알라크 칸 (阿剌克汗)              | 보르지긴 보디 (孛兒只斤 博迪)                 | 1519년 ~ 1547년 |
| 구덴 칸 (庫騰汗)                  | 보르지긴 다라이손 (孛兒只斤 打來孫)           | 1547년 ~ 1557년 |
| 자사그트 칸 (札薩克圖汗)          | 보르지긴 투멘 (孛兒只斤 圖們)                 | 1557년 ~ 1592년 |
| 체첸 칸 (徹辰汗)                  | 보르지긴 보얀 (孛兒只斤 布延)                 | 1592년 ~ 1604년 |
| 링단 칸 (林丹汗)                  | 보르지긴 링단 (孛兒只斤 林丹)                 | 1604년 ~ 1634년 |
| 에제이 칸 (額哲汗)                | 보르지긴 에제이 (孛兒只斤 額哲)               | 1634년 ~ 1635년 |

## 참고 자료
- 이 문서에는 다음커뮤니케이션(현 카카오)에서 GFDL 또는 CC-SA 라이선스로 배포한 글로벌 세계대백과사전의 내용을 기초로 작성된 글이 포함되어 있습니다.

## 같이 보기
- 차하르